# Měsíce Uranu

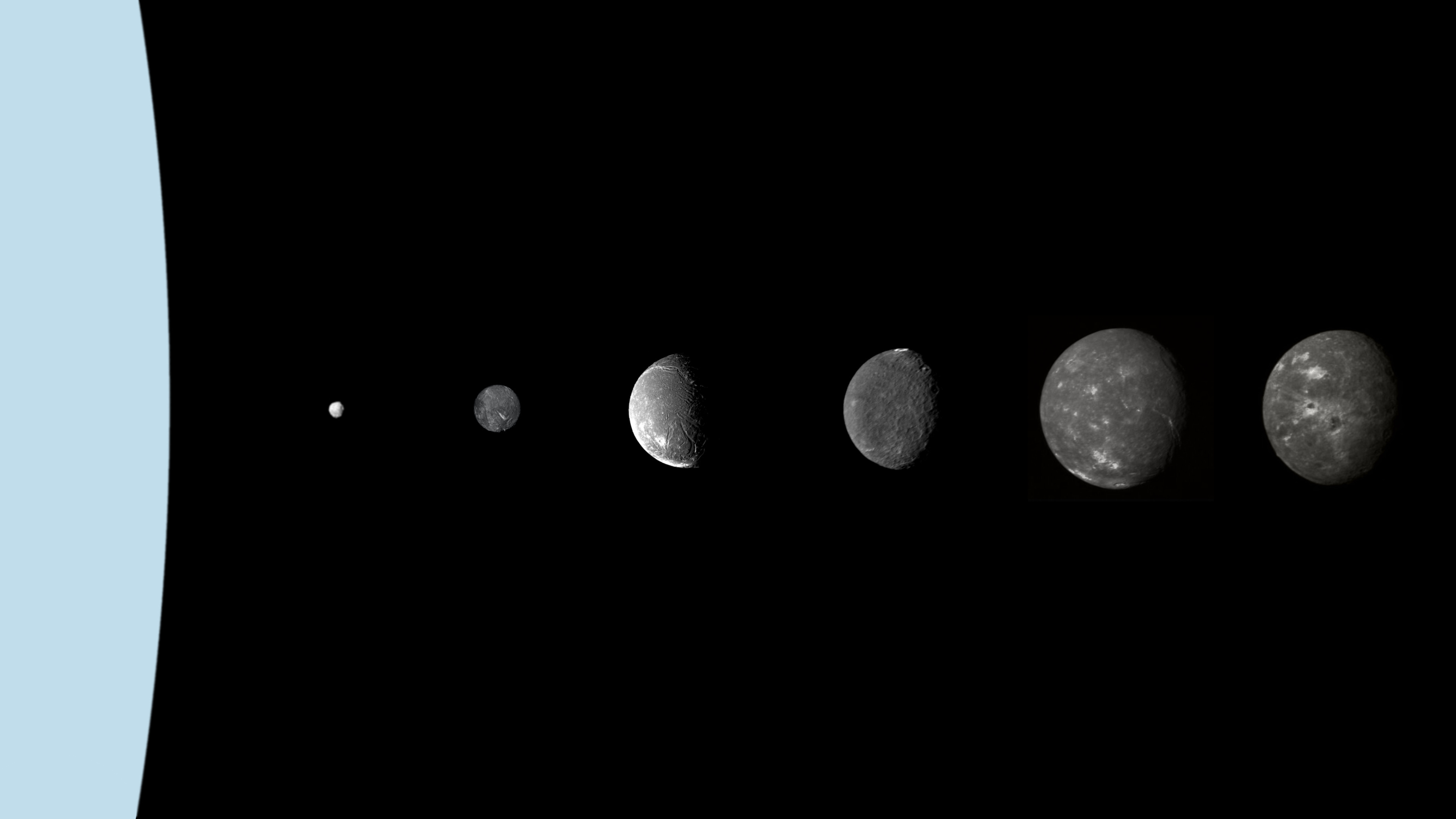
Největší Uranovy měsíce: zleva Puck, Miranda, Ariel, Umbriel, Titania a Oberon

Planeta Uran má 28 v současné době (březen 2025) známých měsíců. První a největší z nich, Titania a Oberon, byly objeveny Williamem Herschelem už v roce 1787, tedy 6 let po objevu vlastní planety.

## Tabulka
| Jméno     | Označení | Označení   | Elementy dráhy         | Elementy dráhy | Elementy dráhy  | Elementy dráhy   | Rozměr (km) | Mag. | Rok objevu | Objevitel                           |
| Jméno     | definit. | předběžné  | velká poloosa (103 km) | výstř.         | sklon dráhy (°) | doba oběhu (dny) | Rozměr (km) | Mag. | Rok objevu | Objevitel                           |
| --------- | -------- | ---------- | ---------------------- | -------------- | --------------- | ---------------- | ----------- | ---- | ---------- | ----------------------------------- |
| Cordelia  | VI       | S/1986 U7  | 49,8                   | 0,0003         | 0,0850          | 0,3350           | 40          | 23,1 | 1986       | R. Terrile / Voyager 2              |
| Ophelia   | VII      | S/1986 U8  | 53,8                   | 0,0099         | 0,1040          | 0,3764           | 42          | 22,8 | 1986       | R. Terrile / Voyager 2              |
| Bianca    | VIII     | S/1986 U9  | 59,2                   | 0,0009         | 0,1930          | 0,4346           | 51          | 22,0 | 1986       | Voyager 2                           |
| Cressida  | IX       | S/1986 U3  | 61,8                   | 0,0004         | 0,0060          | 0,4636           | 80          | 21,1 | 1986       | S.P. Synnott / Voyager 2            |
| Desdemona | X        | S/1986 U6  | 62,7                   | 0,0001         | 0,1130          | 0,4737           | 64          | 21,5 | 1986       | S.P. Synnott / Voyager 2            |
| Juliet    | XI       | S/1986 U2  | 64,4                   | 0,0007         | 0,0650          | 0,4931           | 93          | 20,6 | 1986       | S.P. Synnott / Voyager 2            |
| Portia    | XII      | S/1986 U1  | 66,1                   | 0,0001         | 0,0590          | 0,5132           | 135         | 19,9 | 1986       | S.P. Synnott / Voyager 2            |
| Rosalind  | XIII     | S/1980 S6  | 69,9                   | 0,0001         | 0,2790          | 0,5585           | 72          | 21,3 | 1986       | S.P. Synnott / Voyager 2            |
| Cupid     | XXVII    | S/2003 U2  | 74,8                   | 0,0000         | 0,0000          | 0,6180           | 10          | 26   | 2003       | M. R. Showalter, J. J. Lissauer     |
| Belinda   | XIV      | S/1986 U5  | 75,3                   | 0,0001         | 0,0310          | 0,6235           | 80          | 21,0 | 1986       | S.P. Synnott / Voyager 2            |
| Perdita   | XXV      | S/1986 U10 | 76,4                   | 0,0000         | 0,0000          | 0,6380           | 20          | 24,0 | 1999       | E. Karkoschka / Voyager 2           |
| Puck      | XV       | S/1985 U1  | 86,0                   | 0,0001         | 0,3190          | 0,7618           | 162         | 19,2 | 1985       | S.P. Synnott / Voyager 2            |
| Mab       | XXVI     | S/2003 U1  | 97,7                   | 0,0000         | 0,0000          | 0,9229           | 10          | 26   | 2003       | M. R. Showalter, J. J. Lissauer     |
| Miranda   | V        |            | 129,4                  | 0,0018         | 4,3380          | 1,4135           | 471         | 15,3 | 1948       | G. Kuiper                           |
| Ariel     | I        |            | 191,0                  | 0,0012         | 0,0410          | 2,5204           | 1158        | 13,2 | 1851       | W. Lassell                          |
| Umbriel   | II       |            | 266,3                  | 0,0040         | 0,1280          | 4,1442           | 1169        | 14,0 | 1851       | W. Lassell                          |
| Titania   | III      |            | 435,9                  | 0,0012         | 0,0790          | 8,7059           | 1578        | 13,0 | 1787       | W. Herschel                         |
| Oberon    | IV       |            | 583,5                  | 0,0013         | 0,0680          | 13,4632          | 1522        | 13,2 | 1787       | W. Herschel                         |
| Francisco | XXII     | S/2001 U3  | 4276                   | 0,146          | 145,20          | 266,6            | 22          | 25,0 | 2001       | M. Holman et al., Gladman et al.    |
| Caliban   | XVI      | S/1997 U1  | 7231                   | 0,143          | 140,90          | 579,7            | 72          | 22,4 | 1997       | B.J. Gladman et al                  |
| Stephano  | XX       | S/1999 U2  | 8004                   | 0,159          | 144,10          | 677,4            | 32          | 24,1 | 1999       | B. Gladman et al.                   |
| Trinculo  | XXI      | S/2001 U1  | 8578                   | 0,208          | 167,00          | 759,0            | 18          | 25,4 | 2001       | M. Holman et al.                    |
| Sycorax   | XVII     | S/1997 U2  | 12179                  | 0,522          | 159,40          | 1288,3           | 150         | 20,8 | 1997       | P.D. Nicholson et al.               |
| Margaret  | XXIII    | S/2003 U3  | 14345                  | 0,661          | 56,60           | 1694,8           | 20          | 25,2 | 2003       | S. S. Sheppard                      |
| Prospero  | XVIII    | S/1999 U3  | 16243                  | 0,443          | 152,00          | 1977,3           | 50          | 23,2 | 1999       | M. Holman et al.                    |
| Setebos   | XIX      | S/1999 U1  | 17501                  | 0,584          | 158,20          | 2234,8           | 47          | 23,3 | 1999       | J.J. Kavelaars et al.               |
| Ferdinand | XXIV     | S/2001 U2  | 20901                  | 0,368          | 169,80          | 2823,4           | 21          | 25,1 | 2001       | M. Holman et al., B. Gladman et al. |